# Мишень (фильм, 2011)
«Мишень» — российский кинофильм режиссёра Александра Зельдовича.
Замысел картины возник в декабре 2005 года. Съёмки начались в апреле 2007 года и проходили в Москве, Подмосковье, на Алтае (на границе с Монголией). Мировая премьера фильма состоялась на 61-м Берлинском МКФ, где он был показан в секции «Панорама». Премьера в России прошла 26 июня 2011 года в рамках Московского кинофестиваля, затем картина вышла в российский прокат.

## Сюжет
Действие происходит в 2020 году, Россия стала одной из самых процветающих стран. Главным героям, принадлежащим к элите, становится скучно от их благополучной жизни — их молодость уходит, а любовь со временем потеряла былой накал. Они отправляются в горы Алтая, где ходят слухи, что со времён СССР там находится астрофизический комплекс — накопитель космических частиц. Местные жители называют его проще — «мишень». Тот, кто проводит в центре мишени какое-то время, вновь обретает молодость и остроту чувств — вернее, внешне омоложения не произойдёт, но человеческое тело перестанет стареть и вновь станет сильным.
Прибыв на место, герои встречают местных жителей, внешне выглядящих молодо, но, по их собственным словам, им уже перевалило за 50 лет. Проведя ночь в мишени, герои собираются возвращаться в Москву, и одна из местных девушек, Тая (которая говорит, что ей тоже за 50, хотя сама выглядит не старше 20), просит их взять её с собой, чтобы встретиться в Москве с её таким же оставшимся вечно молодым женихом. Вернувшись в столицу, герои поначалу не могут нарадоваться своему теперешнему состоянию, но очень скоро они начинают замечать резкую смену в своём поведении: неожиданно для самих же себя они начинают выставлять напоказ то, что раньше всеми силами старались скрывать в себе. После этого Тая признаётся им, что омолаживание имеет одно последствие: если человек, побывавший в мишени, имел какие-либо дурные наклонности и пороки, то после омолаживания он их будет демонстрировать во всей красе (самой Тае, по её словам, просто повезло — в силу своего возраста она не имела на момент омолаживания пороков).
В итоге героям становится понятно, что за вечную жизнь они заплатили слишком высокую цену.

Александр Зельдович:
У Мишеля Уэльбека есть фраза: «Мир как супермаркет». В данном случае тему картины можно сформулировать так: Бог — не супермаркет!

## В ролях
- Максим Суханов — Виктор
- Джастин Уодделл — Зоя
- Виталий Кищенко — Николай
- Данила Козловский — Митя
- Даниэла Стоянович — Анна
- Нина Лощинина — Тая
- Олег Ягодин — возлюбленный Таи

## Награды
- 2011 г. — Национальная премия кинокритики и кинопрессы «Белый слон» за лучшую операторскую работу (Александр Ильховский).
- 2011 г. — Национальная премия кинокритики и кинопрессы «Белый слон» за лучшую работу художника (Юрий Хариков, Владимир Родимов).
- 2011 г. — Национальная премия кинокритики и кинопрессы «Белый слон» за лучшую музыку к фильму (Леонид Десятников)

## Съёмочная группа
- Авторы сценария:
  - Владимир Сорокин
  - Александр Зельдович
- Режиссёр: Александр Зельдович
- Оператор: Александр Ильховский
- Композитор: Леонид Десятников

## Дополнительные факты
- Во время конной прогулки герои фильма проезжают мимо церкви, где встречные им люди говорят, что у них "Богородица заплакала". Это — церковь Рождества Богородицы в Подмоклове.